# Ogród botaniczny w Tiranie
Ogród botaniczny w Tiranie – ogród botaniczny w Albanii działający od 1971 roku, zarządzany przez Uniwersytet Tirański.

## Historia
Decyzję o budowie ogrodu botanicznego podjęto w 1964 roku. Przeznaczono na niego obszar o powierzchni 15 ha w południowej części Tirany. Projekt ogrodu opracował profesor Mustafa Demiri. Budowę ukończono i udostępniono go zwiedzającym w 1971 roku. W tym czasie  80% powierzchni zostało obsadzone różnymi roślinami. W ogrodzie rośnie około 3250 gatunków roślin, w tym 2000 rodzimych. Do 2019 roku ogrodem administrował Uniwersytet w Tiranie. 17 lipca  Rady Ministrów podjęła decyzję o przekazaniu ogrodu gminie Tirana. Po procesie decyzją Sądu Najwyższego została ona uchylona w 2021 roku.